# Chamaesaura anguina
Chamaesaura anguina là một loài thằn lằn trong họ Cordylidae. Loài này được Linnaeus mô tả khoa học đầu tiên năm 1758.